# 黒瀬町乃美尾
黒瀬町乃美尾（くろせちょうのみお）とは、広島県東広島市の大字。全域で住居表示未実施である。

## 概要
黒瀬地区市街地の東部に位置しており、町内には広島県立黒瀬高等学校などを擁する。
1990年代後半に入ると町内に広島国際大学が設置されることが決定し、整備が進められることとなった。これに伴い1998年、大学の敷地周辺を学園台（2005年以降は黒瀬学園台）として分離している。そのため、黒瀬学園台の四方を囲む形になっている。
「乃美尾」という地名は、かつて当地に緑毛の亀が出現したため、これを吉祥として村名の文字に使うべしと進言した老翁による。「乃」の字は老翁が杖にもたれている様を、「美尾」は老翁の言葉に由来するとされている。
正式な読み方は「のみお」であるが、「のみのお」と読まれることもある（詳細は後述）。

## 沿革
- 1889年（明治22年）4月1日 - 町村制施行。賀茂郡乃美尾村が単独で村制施行する。大字は編成されなかった[3][4]。
- 1932年（昭和7年）- 湾曲していた黒瀬川が内務省によって直線に改修される[3]。
- 1948年（昭和23年） - 広島県立西条農業高等学校黒瀬分校（現広島県立黒瀬高等学校）が開学する[3]。
- 1954年（昭和29年）3月31日 - 乃美尾村が賀茂郡上黒瀬村、中黒瀬村、下黒瀬村と合併し賀茂郡黒瀬町となる。旧乃美尾村域は「乃美尾」として黒瀬町の大字となる[3][4]。
- 1998年（平成10年）1月22日[注釈 1] - 同年4月に広島国際大学が開学するのに先立ち、大学敷地周辺を学園台[注釈 2]として分離する[2]。
- 2005年（平成17年）2月7日 - 黒瀬町他4町が東広島市に編入される。乃美尾は「黒瀬町乃美尾」として東広島市の大字となる[5]。

## 交通

### 鉄道
町内を山陽新幹線が通るが、駅はない。最寄り駅は東広島駅（山陽新幹線）、安浦駅（JR呉線）など。

### バス
JRバス中国、広電バスの路線バス及び、東広島市のコミュニティバス「黒瀬さくらバス」が利用可能である。

#### JRバス中国
- 西条駅 - 広大西口 - 広島国際大学
- 西条駅 - 東広島駅 - 広島国際大学
- 西条駅 - 御薗宇 - 広島国際大学 - 広駅 - 呉駅

#### 広電バス
- 呉駅 - 広駅 - グリーンヒル郷原 - 広島国際大学

#### 黒瀬さくらバス
- 渋・長貫 - 黒瀬支所
- 渋・長貫 - ショージ - 黒瀬支所
- 八畝ヶ畑 - 黒瀬支所

### 道路

#### 高速道路
- 東広島呉自動車道 - 大多田IC[注釈 3]

#### 一般国道
- 国道375号

#### 主要地方道
- 広島県道34号矢野安浦線

#### 一般地方道
- 広島県道333号岡郷東市之堂線
- 広島県道338号吉川大多田線

## 施設
- 広島県立黒瀬高等学校
- 広島県立黒瀬特別支援学校
- 乃美尾保育所
- 東広島市立乃美尾小学校
- 太陽の町 - 福祉施設
- 広島国際大学野球場

## 読み方について
先述の通り、大字としての正式な読み方は「のみお」であるが、当地周辺を指す際に「のみのお」という読みが用いられる事例も散見される。乃美尾小学校や乃美尾バス停などは正式な読み方が「のみのお」となっており、表記揺れが見られる。

## 学区
公立小学校に通学する場合、上黒瀬小学校もしくは乃美尾小学校に通学することになる。いずれに入学した場合でも、進学先の中学校は黒瀬中学校である。

## 面積
2020年時点での面積は7.262523161km2である。

## 世帯数・人口
2024年10月末での世帯数は1016世帯、人口は1928人である。